# Max Hopfgartner
Maximilian Hopfgartner, detto Max (Salisburgo, 20 novembre 1992), è un cestista austriaco.